# Südburgenländischer Thermenradweg
Der Thermenradweg „B71“ ist ein 39 Kilometer langer Radrundweg im Burgenland und der Steiermark. Zum Großteil führt er durch das Südburgenland.
Ausgangspunkt des Rundkurses ist Jennersdorf im Burgenland, von wo der Weg nach Mogersdorf führt. Von dort geht es zwischen den beiden Flüssen Raab und Lafnitz über Deutsch Minihof, Wallendorf Rosendorf und Bad Loipersdorf in der Südoststeiermark zurück ins Burgenland nach Jennersdorf.
Es gibt die Möglichkeit, in Jennersdorf, Rax, Mogersdorf und Deutsch Minihof auf den Jubiläumsradweg sowie in Deutsch Minihof und zwischen Rosendorf und Loipersdorf auf den Uhudler-Radweg zu wechseln.

## Sehenswertes entlang der Strecke
- Ausstellung über die Schlacht bei Mogersdorf auf dem Schlösselberg in Mogersdorf
- Maria Bild: Wallfahrtskirche Mariae Heimsuchung
- Rax: Römische Hügelgräber